# Nedre Tvängen
Nedre Tvängen är en sjö i Årjängs kommun i Värmland och ingår i Göta älvs huvudavrinningsområde. Sjön är 50,5 meter djup, har en yta på 2,31 kvadratkilometer och befinner sig 194 meter över havet. Sjön avvattnas av vattendraget Karlsforsälven (Edsälven).

## Delavrinningsområde
Nedre Tvängen ingår i det delavrinningsområde (659476-130252) som SMHI kallar för Utloppet av Nedre Tvängen. Medelhöjden är 236 meter över havet och ytan är 20,44 kvadratkilometer. Det finns ett avrinningsområde uppströms, och räknas det in blir den ackumulerade arean 38,77 kvadratkilometer. Karlsforsälven (Edsälven) som avvattnar avrinningsområdet har biflödesordning 3, vilket innebär att vattnet flödar genom totalt 3 vattendrag innan det når havet efter 268 kilometer. Avrinningsområdet består mestadels av skog (80 procent). Avrinningsområdet har 2,79 kvadratkilometer vattenytor vilket ger det en sjöprocent på 13,7 procent.